# 圣弥额尔修道院 (海德堡)

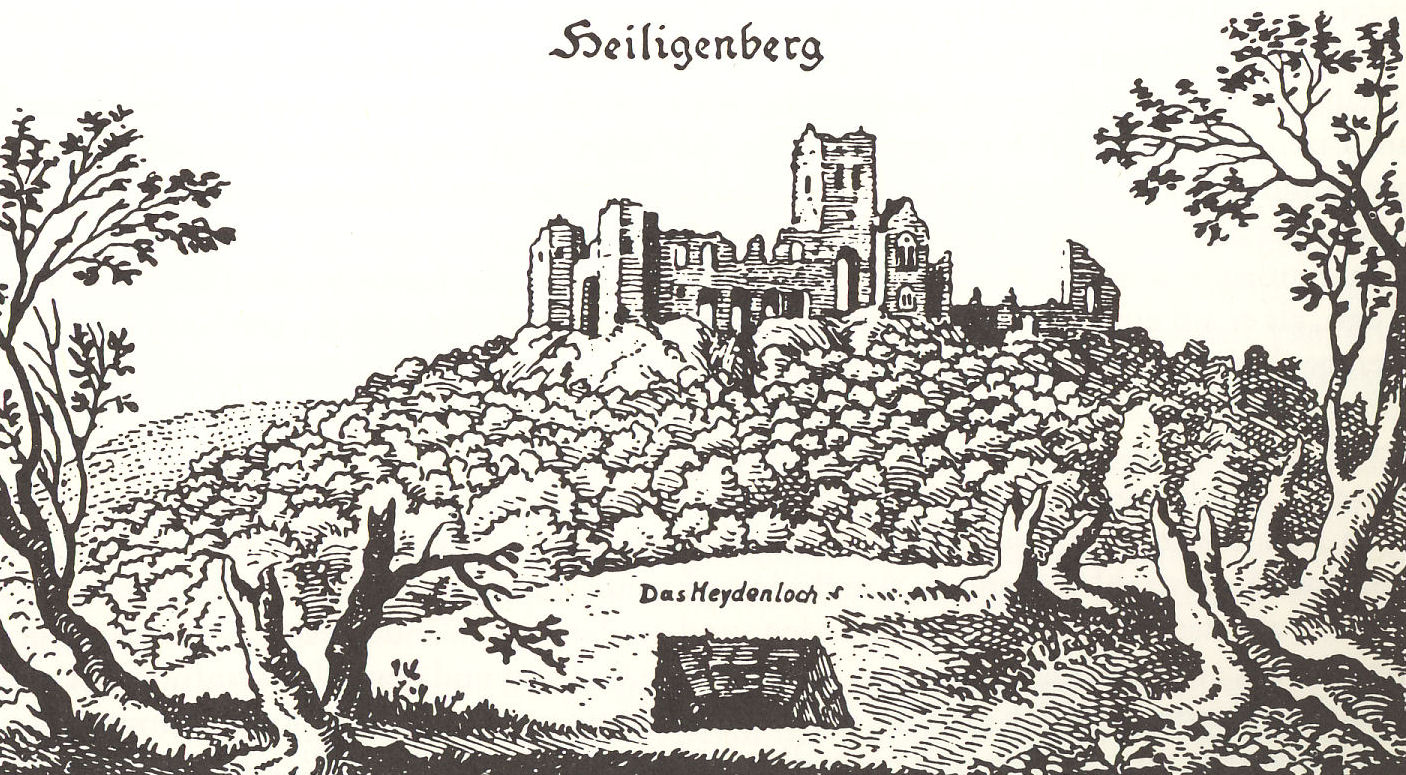
圣弥额尔修道院

圣弥额尔修道院（德語：Michaelskloster）位于海德堡的圣人山（Heiligenberg），始建于1023年，是附近的洛尔施隐修院的分院。历史上曾有几个修会管理该修道院。16世纪宗教改革后修道院废弃。今天仍可见到修道院的废墟。

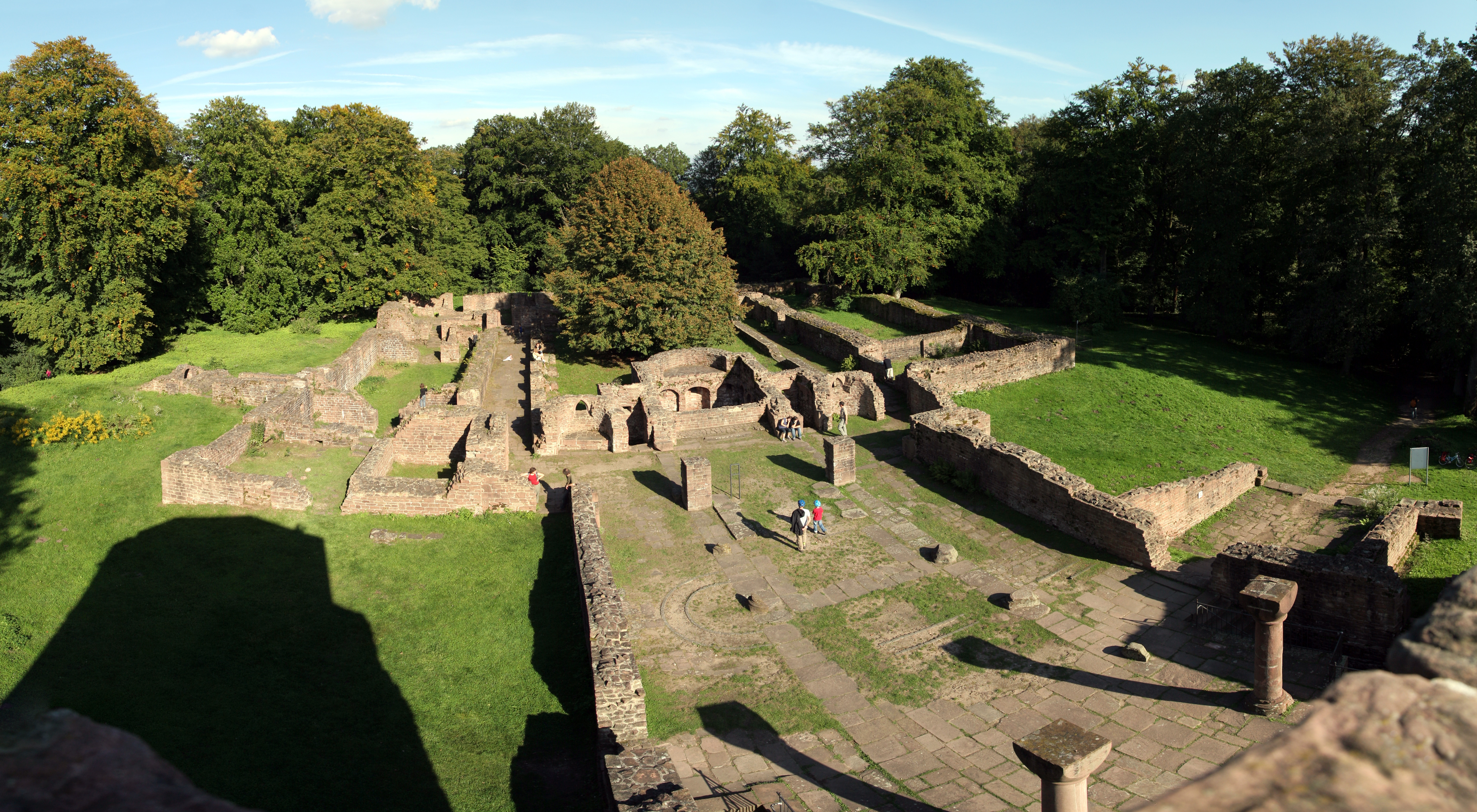

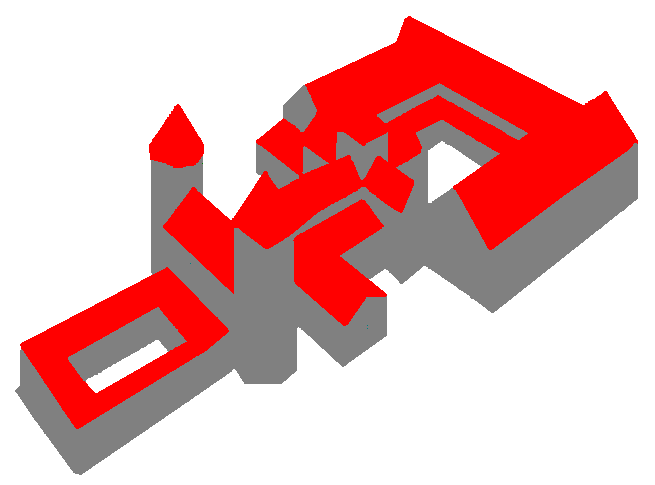

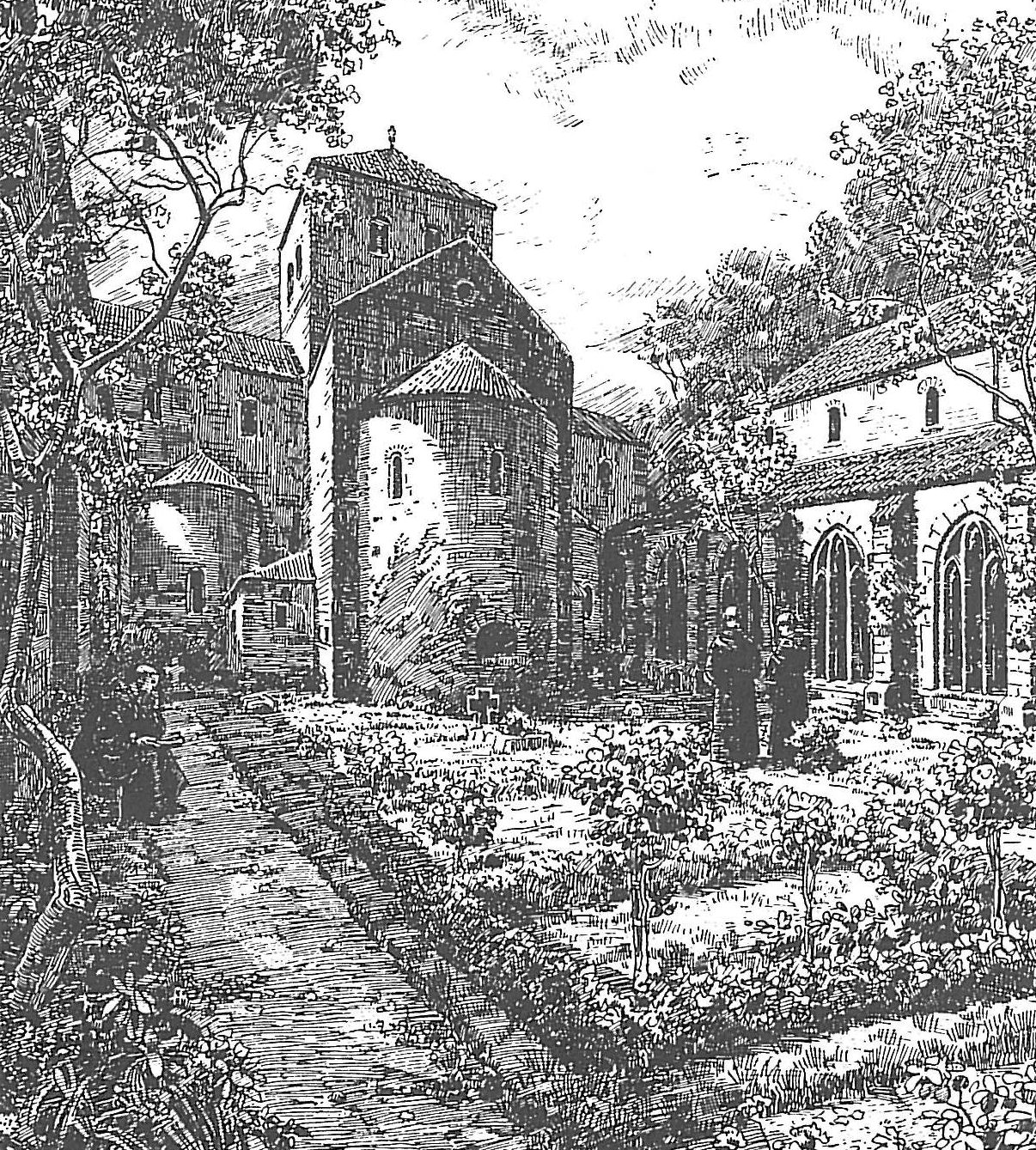